# Municipio de Green (condado de Mecosta)
El municipio de Green (en inglés: Green Township) es un municipio ubicado en el condado de Mecosta en el estado estadounidense de Míchigan. En el año 2010 tenía una población de 3292 habitantes y una densidad poblacional de 33,8 personas por km².

## Geografía
El municipio de Green se encuentra ubicado en las coordenadas 43°46′21″N 85°29′59″O / 43.77250, -85.49972. Según la Oficina del Censo de los Estados Unidos, el municipio tiene una superficie total de 97.39 km², de la cual 95,78 km² corresponden a tierra firme y (1,66 %) 1,62 km² es agua.

## Demografía
Según el censo de 2010, había 3292 personas residiendo en el municipio de Green. La densidad de población era de 33,8 hab./km². De los 3292 habitantes, el municipio de Green estaba compuesto por el 96,51 % blancos, el 1 % eran afroamericanos, el 0,52 % eran amerindios, el 0,39 % eran asiáticos, el 0,21 % eran de otras razas y el 1,37 % eran de una mezcla de razas. Del total de la población el 1,09 % eran hispanos o latinos de cualquier raza.